# Thác nước Wilczki
Bản mẫu:Obszar chroniony infobox
Khu bảo tồn thiên nhiên Thác nước Wilczki - là khu bảo tồn thiên nhiên cảnh quan nằm ở tỉnh Lower Silesia Voivodship, quận Kłodzko, thuộc thành phố Bystrzyca Kłodzka, gần thị trấn Międzygórze, Ba Lan.

## Vị trí và mô tả
Thác nước Wilczki nằm trong Công viên Cảnh quan Śnieżnicki, ở độ cao 570 m so với mực nước biển, trong mạng lưới khu bảo tồn Natura 2000 PLH020016 Dãy núi Bialskie và [./https://pl.wikipedia.org/wiki/G%C3%B3ry_Bialskie_i_Grupa_%C5%9Anie%C5%BCnika Śnieżnika] SAC Group .
Được thành lập vào năm 1958 với diện tích 2,75 ha, khu bảo tồn bao gồm khu vực xung quanh thác nước, hồ ở chân thác và dòng suối Wilczki. Sắc lệnh từ năm 2012 quy định rằng diện tích của khu bảo tồn giảm xuống còn 2,65 ha , tuy nhiên, lý do là vì hai khu vực phụ đã bị bỏ qua khi chuẩn bị sắc lệnh này do nhầm lẫn . Lỗi này đã được sửa chữa vào năm 2016, khôi phục giá trị đúng như trước đó của khu thác - 2,75 ha . 
ưa
Trong khu bảo tồn có một khu rừng sồi già với sự kết hợp của linh sam, phong và vân sam . Có các loài thực vật sau đây: Cardamine glanduligera (họ cải), thiến thảo, Polygonatum verticillatum (họ măng tây), Prenanthes purpurea (họ cúc), lúa mạch, Athyrium filix-femina (họ Woodsiaceae),Dryopteris dilatata (họ Dryopteridaceae), Lamium galeobdolon (họ hoa môi),Phegopteris connectilis (họ Thelypteridaceae), Festuca altissima (họ hoài thảo) . Vi khí hậu mát mẻ, tối và ẩm ướt cũng là môi trường ưa thích của các thảm thực vật các loài rêu. Đáy của khe núi và cửa nguồn của thác được bao phủ bởi các loại cây thân thảo với các loài thực vật ưa ẩm, như: Petasites albus, Adenostyles alliariae, Cicerbita alpina và Lunaria rediviva .

## Thác nước
Trước đây thác Wilczki được gọi là Wodogrzmoty eromskiego (tiếng Đức:. Wölfelsfall) nằm trên sông Wilczka trong núi Śnieżnik (Sudety Wschodnie), gần Międzygórze. Chiều cao của thác là 22 m. Đây là thác nước lớn thứ hai trong núi Sudetes Ba Lan, sau thác Kamienchot. Trước trận lụt lớn năm 1997, nước đổ xuống từ độ cao 5 mét. Trước năm 1945, chiều cao của thác nước thậm chí đạt tới 30 m. Nước đổ từ ngưỡng khoảng 3 m xuống một hồ nước dưới chân thác - được đào vào các phiến đá. Vào mùa đông, dòng nước chảy xuống bị đóng thành một tảng băng xung quanh thác.
Sự xuất hiện của thác nước có liên quan đến đứt gãy từ Kỷ đệ tam, phá vỡ mạch dòng sông. Những tảng đá của ngưỡng và khe núi được xây dựng bằng đá Gierałtów. Hẻm núi phía sau thác nước, có chiều rộng khoảng 3 m, dài 20 m và sâu 15 m, được gọi là hẻm núi Mỹ. Đi sâu vào khoảng 300 m, Wilczka chảy vào một thung lũng rộng hơn nhiều, dòng chảy bị chia cắt bởi một con đập được xây dựng ở đây vào năm 1908.

## Du lịch
Mô tả đầu tiên được biết về nơi này là từ năm 1781, và được viết từ ngòi bút của H. Reisser. Vào thời điểm đó, con người chưa thể chinh phục hẻm núi của dòng sông. Đến năm 1834, các sĩ quan Lutz và Leutkeep mới lần đầu bơi qua nó . Từ cuối thế kỷ 18, đây là điểm tham quan thường được bao gồm trong tuyến du lịch của các khu nghỉ mát gần đó - Lądek và Długopole-Zdrój. Vào thế kỷ XIX, dưới thời công chúa Marianna xứ Orańska, phía trên thác nước, một công viên nhỏ với đài phun nước đã được tạo ra, với khung cảnh xung quanh được bố trí theo phong cách của một khu vườn lãng mạn . Theo sáng kiến của anh chị em nhà Negler, cầu thang, tay vịn và chân đế được xây dựng với lối vào các điểm quan sát và dưới đáy khe núi . Khách du lịch cần trả phí khi vào tham quan thác. Sau khi thành lập công viên cũ, không có dấu vết nào của công trình này còn tồn tại cho đến ngày hôm nay.
Hiện tại, tham quan thác thường bao gồm sẵn trong tuyến tham quan khu bảo tồn.
- Một con đường du lịch từ Międzygórze đến Núi Igliczna đi qua gần đó
- Dành cho du khách: một cây cầu thép và một đài quan sát an toàn bắc ngang qua thác nước để ngắm cảnh được xây dựng
- Có hai con đường tự nhiên dành cho giáo dục thực nghiệm được đánh dấu trong khu bảo tồn.
- Cách thác nước vài chục mét, trên đường đến Międzygórze, có một khách sạn và một bãi đậu xe [4].

1. ↑  Bản mẫu:Cytuj stronę
2. ↑  Bản mẫu:Cytuj stronę
3. 1 2  Bản mẫu:Cytuj stronę
4. 1 2 3 4 5 6 7  Bản mẫu:Cytuj książkę